# Église Saint-Michel de Saint-Michel-de-Lanès
L'église Saint-Michel de Saint-Michel-de-Lanès est située sur la commune de Saint-Michel-de-Lanès, dans le département de l'Aude en région Occitanie.
L'église, ainsi que le calvaire attenant ont été inscrits au titre des monuments historiques en 2007.

## Localisation
L'église est située au village, à l'est.

## Historique
Mentionnée dès 1175, elle est reconstruite dans la seconde moitié du XVe siècle. La nef est surélevée en 1844, les chapelles datent également du XIXe siècle.

## Galerie

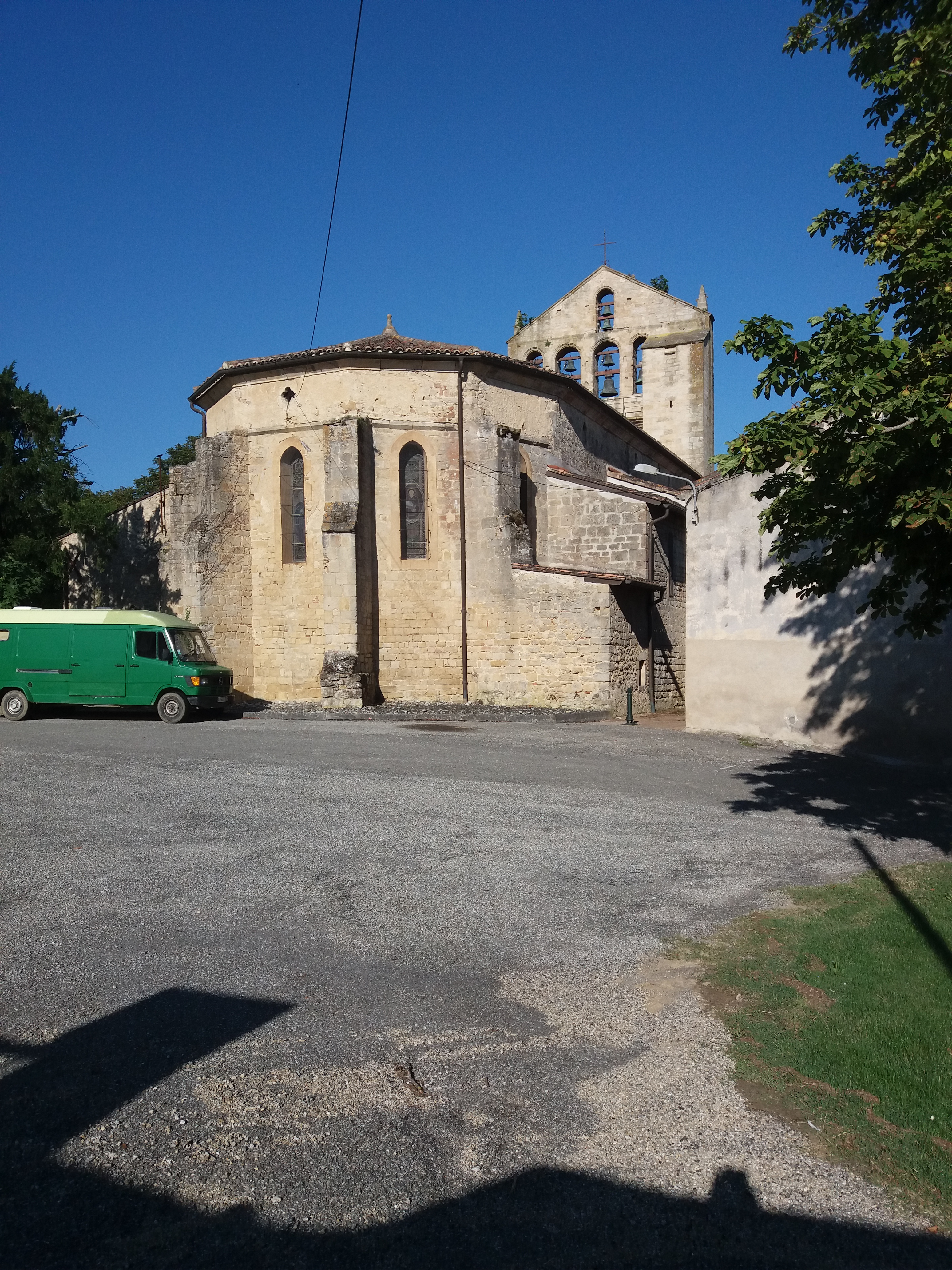
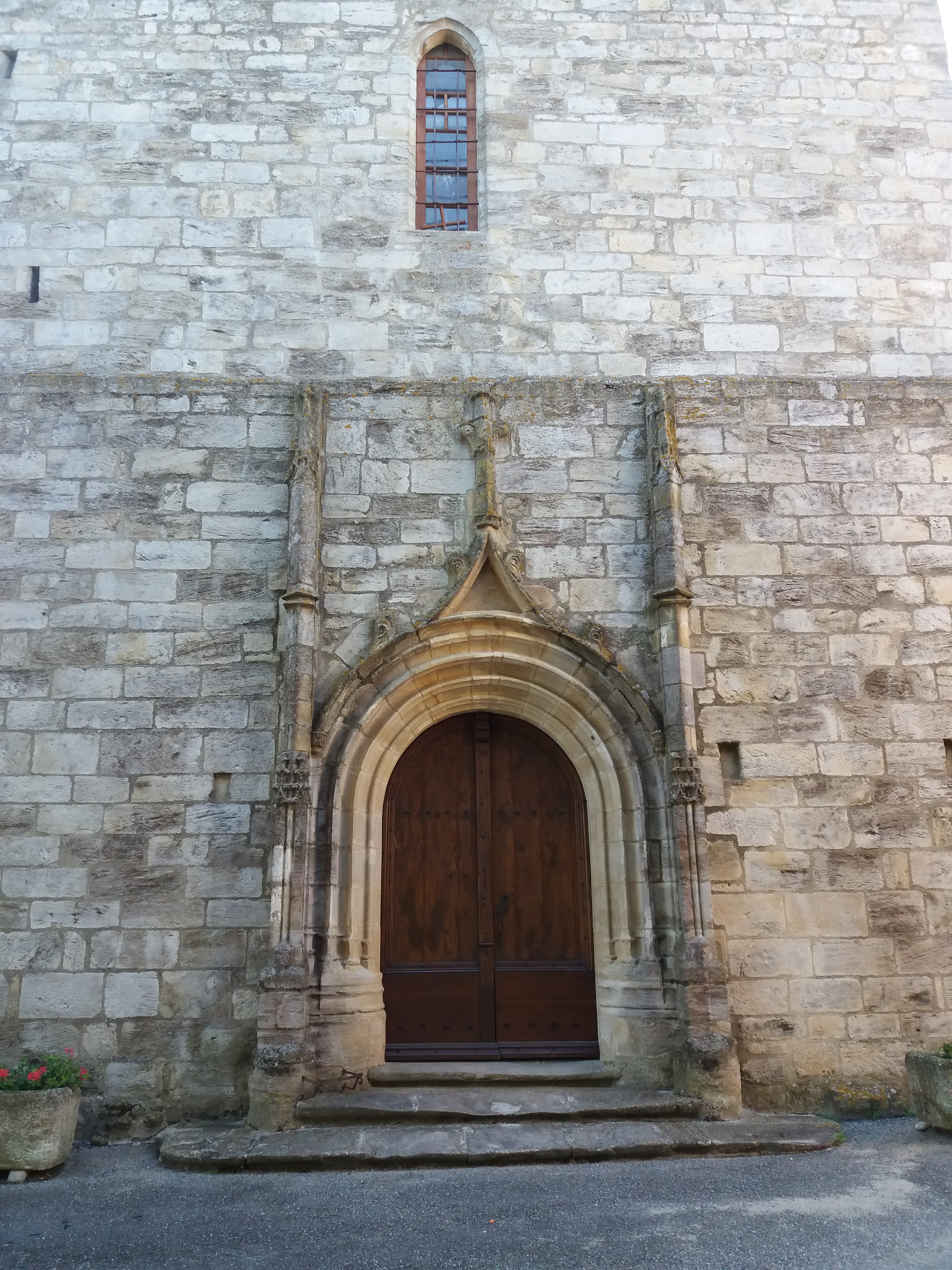
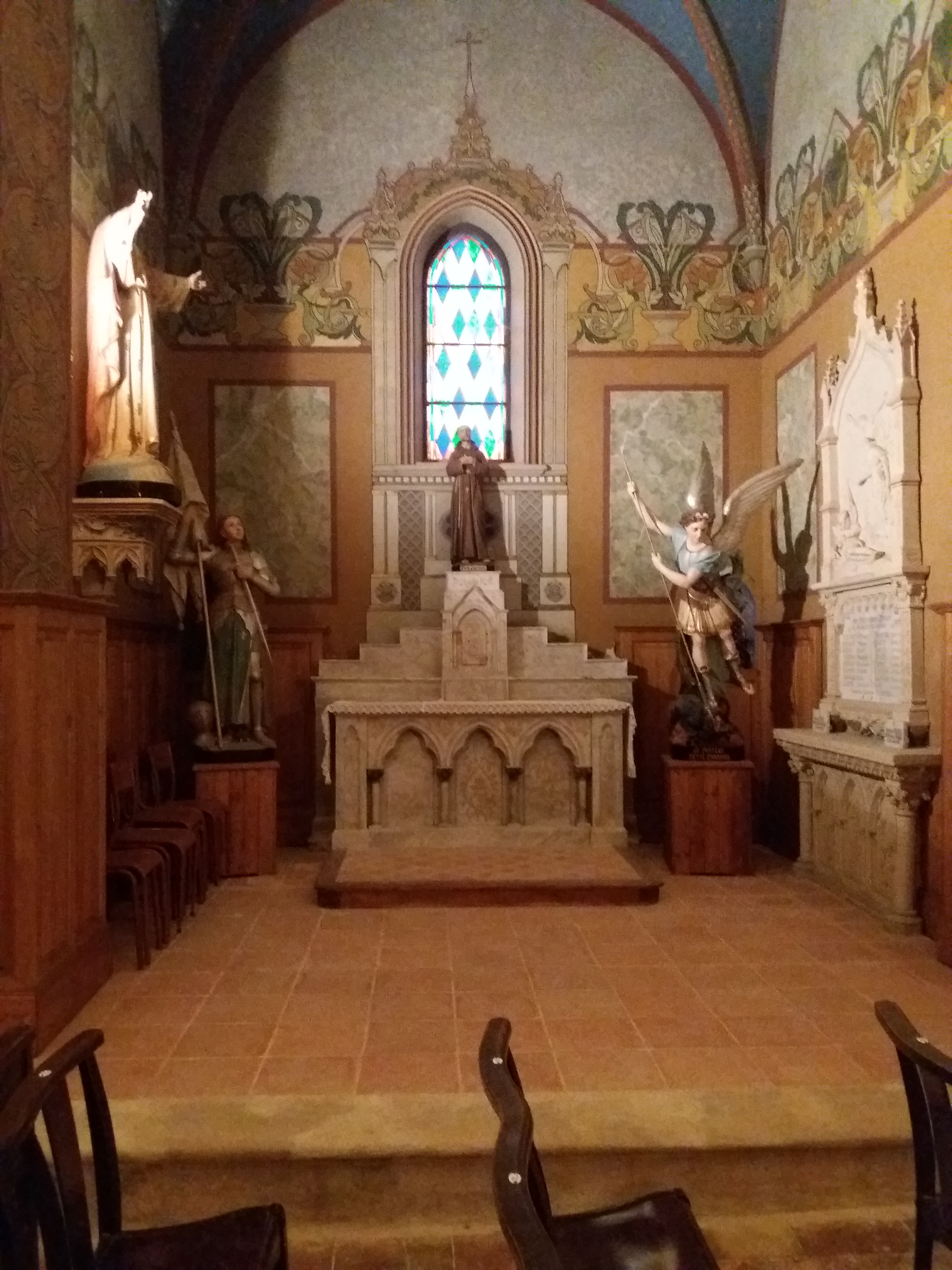
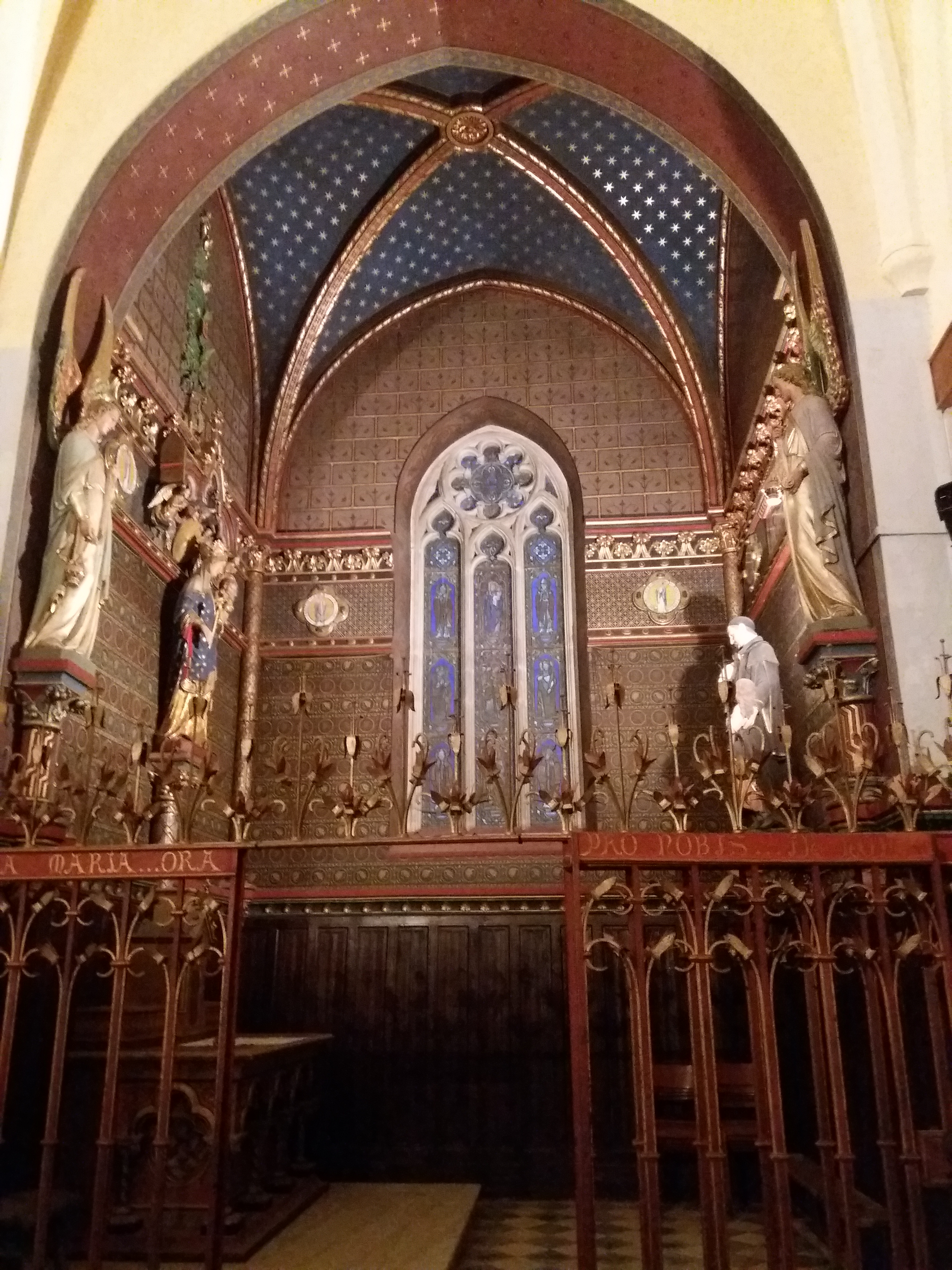
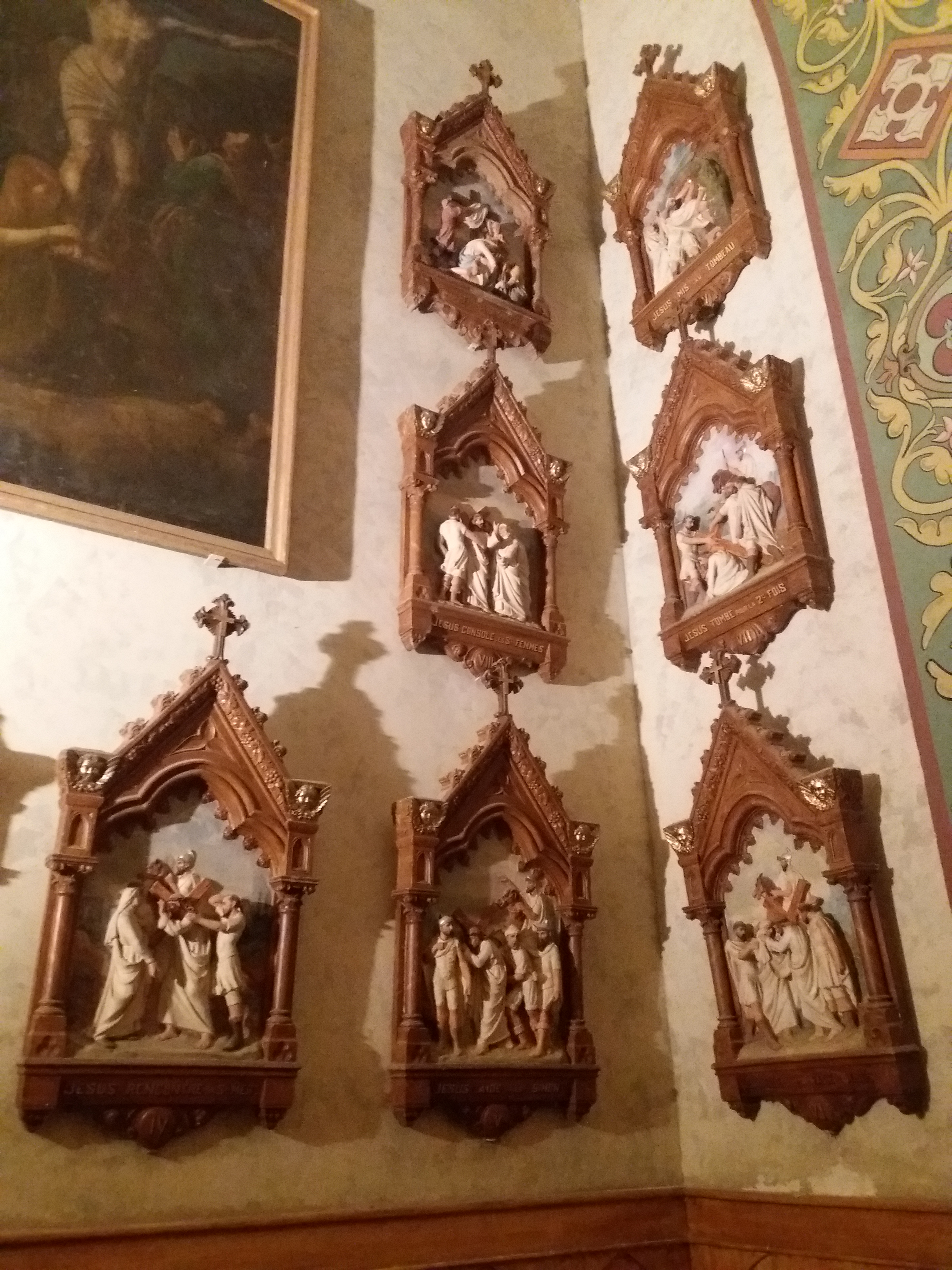
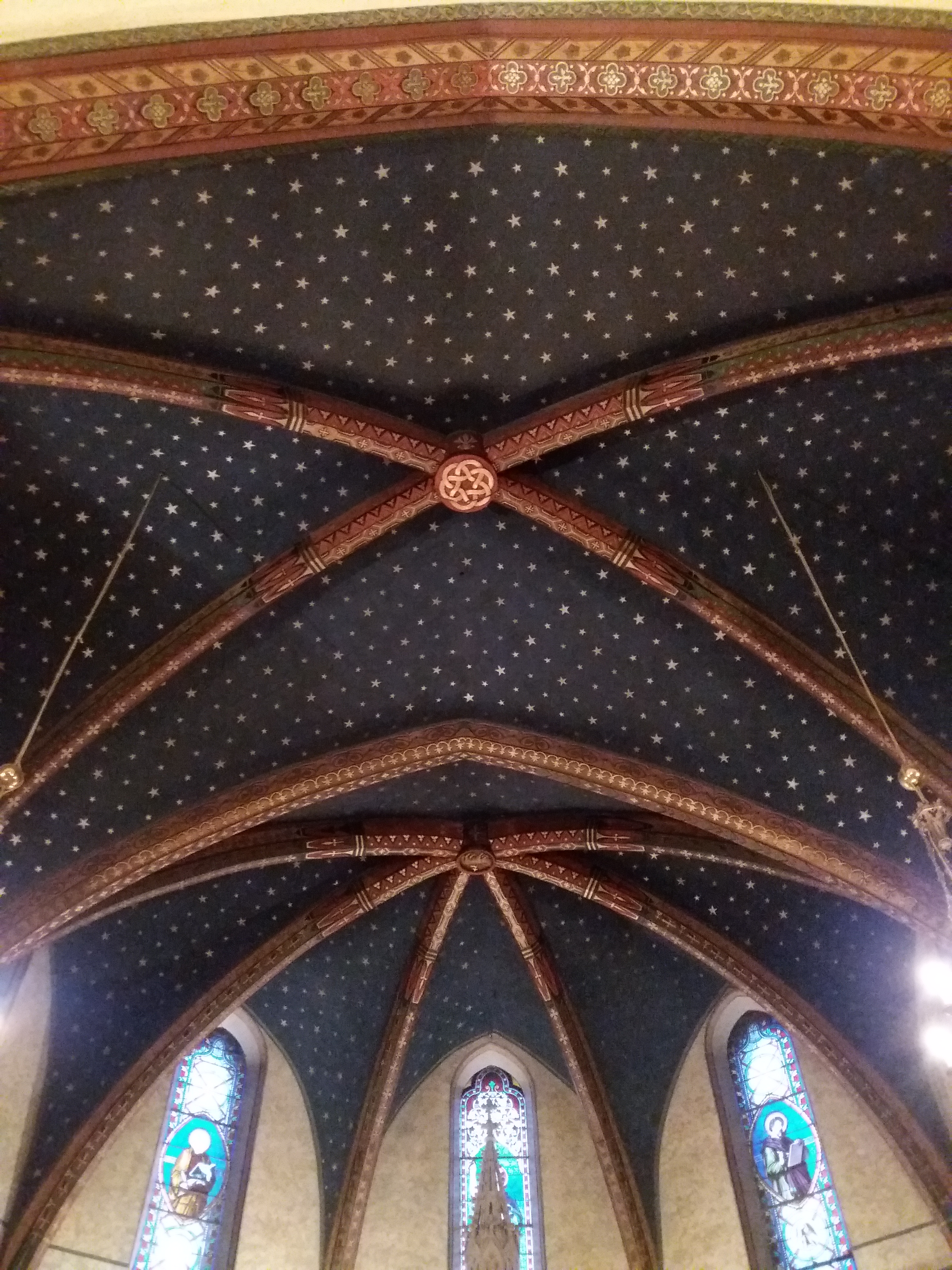

## Mobilier

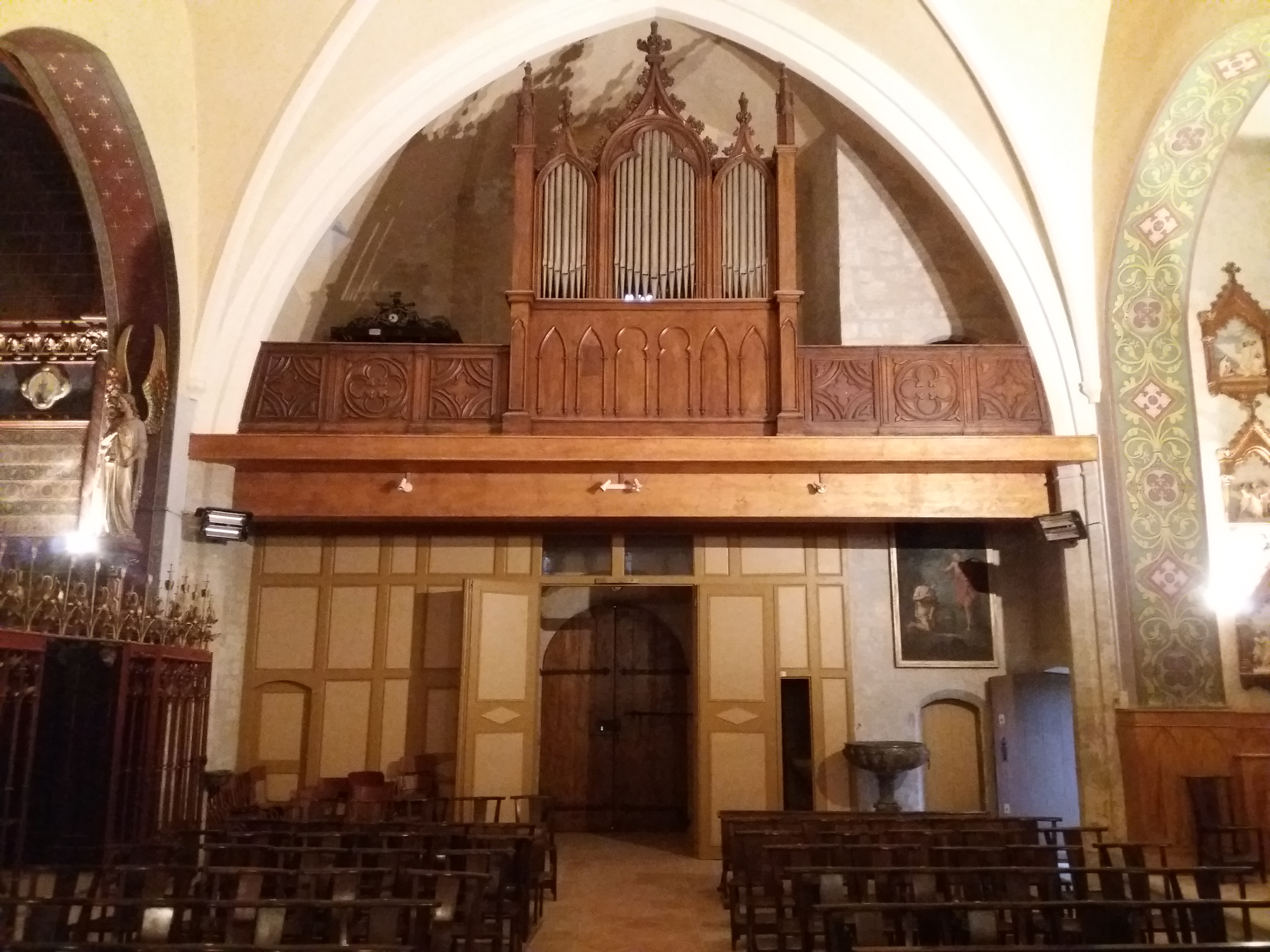
L'orgue en 2018.

Un orgue est présent, soutenu par une association locale et la Fondation du patrimoine.